# Shiba-Park

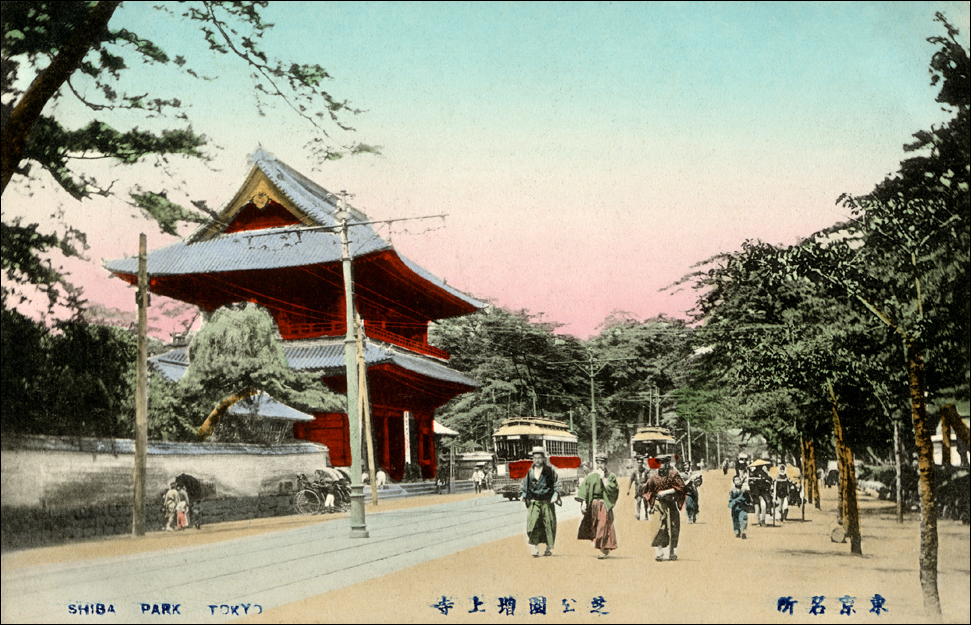
Shiba-Park, Teilansicht
1920er Jahre.

Shiba-Park (japanisch 芝公園, Shiba-kōen) ist ein öffentlicher Park im Bezirk Minato (Tokio), der den Zōjō-ji umschließt.

## Übersicht
Der Shiba-Park, benannt nach dem ehemaligen Stadtteil Tokyos, in dem er sich befindet, gehört zu den ältesten öffentlichen Parkanlagen der Stadt. Er wurde zusammen mit Ueno, Asakusa, Fukagawa und Asukayama 1873 der Öffentlichkeit übergeben. Vor dem Zweiten Weltkrieg umfasste der Park auch das Gelände des Zōjō-ji, nach dem Krieg wurde der Park wegen der Trennung von Staat und Religion auf den heutigen dünnen Streifen reduziert, der nun den Tempel sowie die vom Tempel verkauften Gelände umschließt. 
Im zentralen Teil des Parks befindet sich das ehemalige Tempelgelände, das dort einen alten Baumbestand aufweist. Dort erhebt sich ein großer vorgeschichtlicher Grabhügel (芝丸山古墳, Shiba Maruyama kofun) von 106 m Länge, auf dessen Anhöhe ein Gedenkstein für den bedeutenden Kartographen Inō Tadataka (1745–1818) steht. Im Westen dieses Parkteils sind Reste eines kleinen Teiches erhalten, der in der Edo-Zeit einen Benzaiten-Schrein besaß. Das Areal dazwischen wurde von 2001 bis 2005 umgestaltet, wobei die Shiba Golf Driving Range verschwand und das 31-stöckige Tokyo Prince Hotel Park Tower entstand. In der Nähe der Akabane-Brücke gibt es einen Hinweis auf das ehemalige, 1859 erbaute Gästehaus des Bakufu, in dem z. B. 1860/61 die Eulenburg-Mission, später auch Siebold und Sohn untergebracht worden sind. 
Von Straßen abgetrennt, aber zum Park gehörend, wird der zentrale Teil ringförmig umschlossen
- im Osten von einem Grünstreifen entlang der Hibiya-dōri,
- im Süden von einem Areal mit Baseball- und Tennis-Plätzen sowie einem Hallenbad,
- im Westen von einem Wald, der an den Tokyo Tower angrenzt, und wo 1984 ein „Herbstlaub-Tal“ (もみじ谷, Momiji-tani) mit einem Wasserfall angelegt wurde,
- im Nordwesten von einem weiteren Grünstreifen und schließlich
- im Norden vom Gelände der ehemaligen Abts-Residenz, das schon bald nach 1868 an den Staat fiel. Dort befindet sich die Bibliothek des Minato-Bezirks.

## Kenndaten
- Träger: Präfektur Tokio.
- Eröffnung: 19. Oktober 1873
- Fläche: 120.405,14 m²
- Baumbestand: 5574 Bäume, 22.556 Buschartige (1995)
- Vorherrschende Baumarten: Kirsche, Pflaume, Kampferbaum, Ginkgo, Matebashii
- Anlagen: Baseball- und Sportplatz, Tennisplätze, Hallenbad
- Zugang: Shiba kōen- und Onarimon-Station der Mita-Linie (U-Bahn)

## Stadtteil
Der Park bildet den Kern des gleichnamigen Stadtteils Shiba-kōen, der in vier nummerierte Viertel, chōme, gegliedert ist. Im Stadtteil liegen unter anderem der Tokyo Tower und das Rathaus von Minato. Auf einer Fläche von 0,65 km² hatte der Stadtteil laut Volkszählung 2005 1.019 Einwohner und eine Tagesbevölkerung von 21.969.

## Bilder

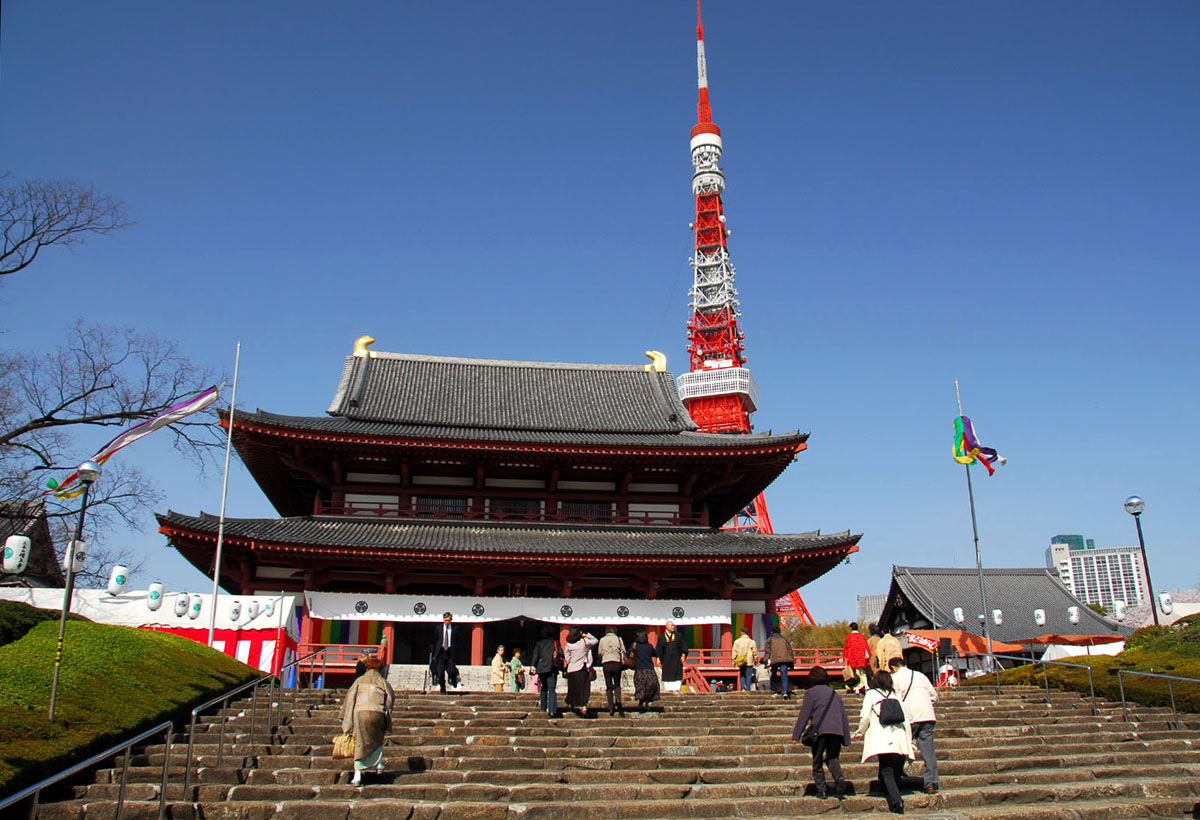
Vor dem Zōjō-ji
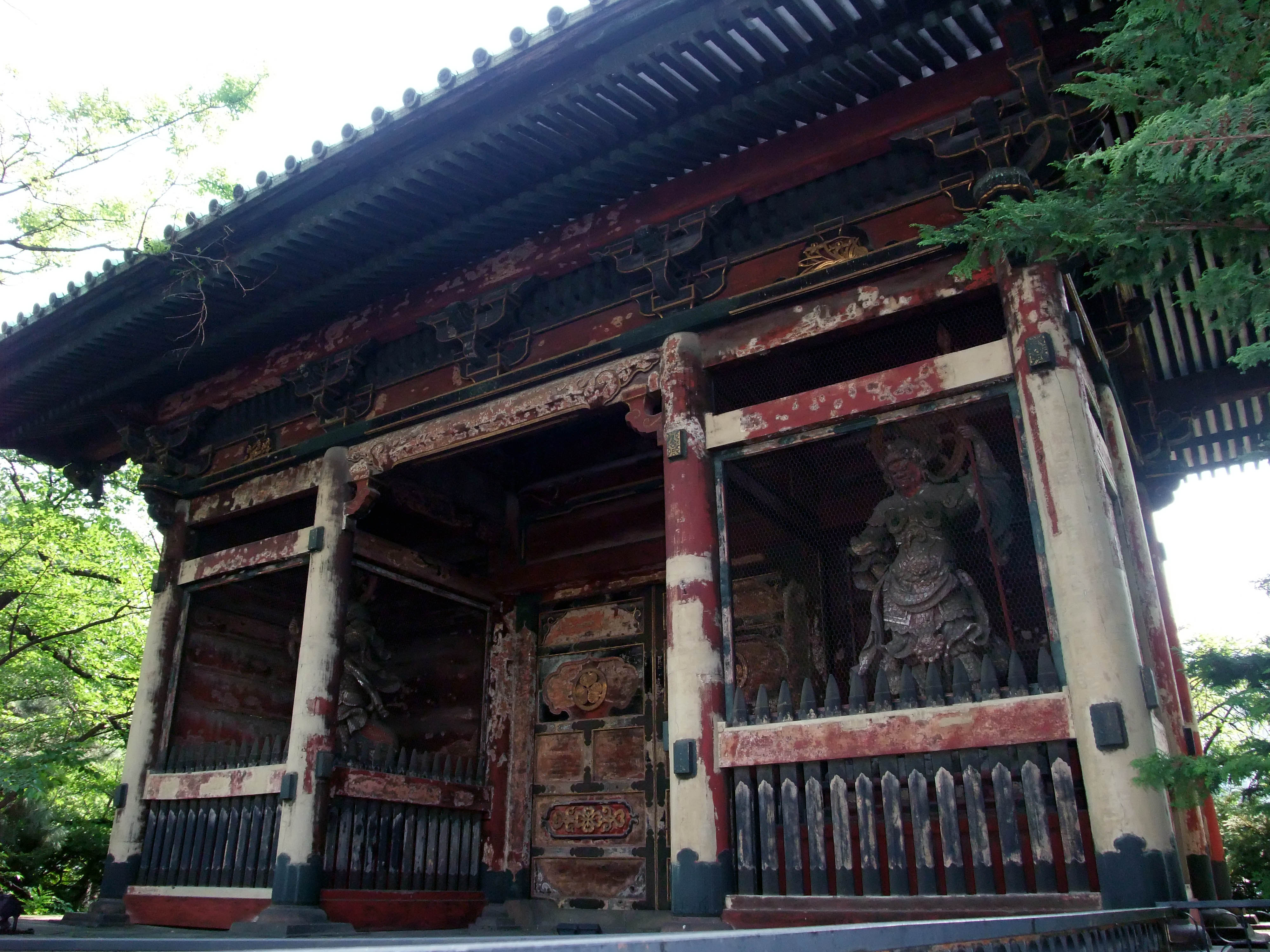
Das Tor „Nitenmon“
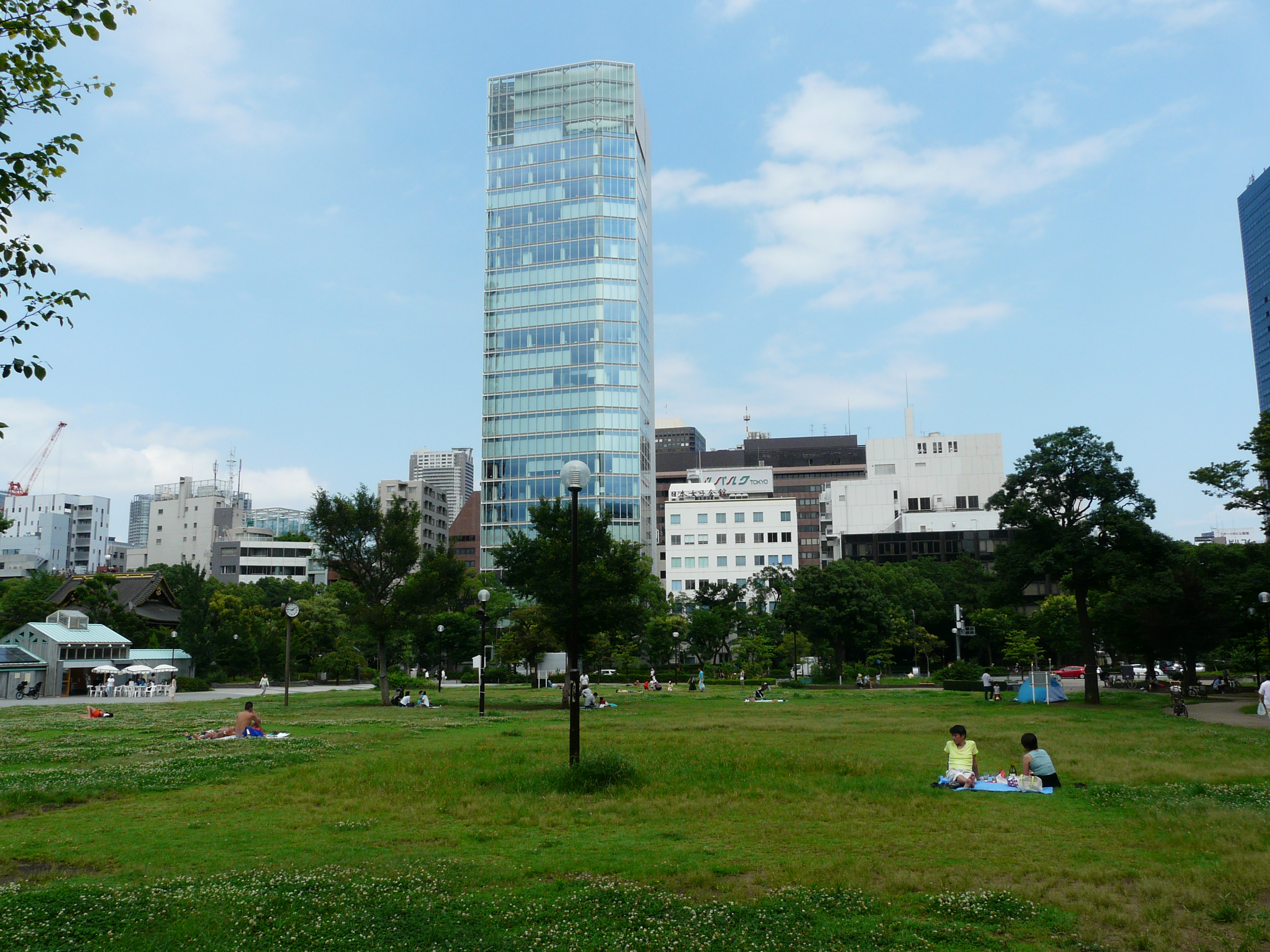
Blick über den Park
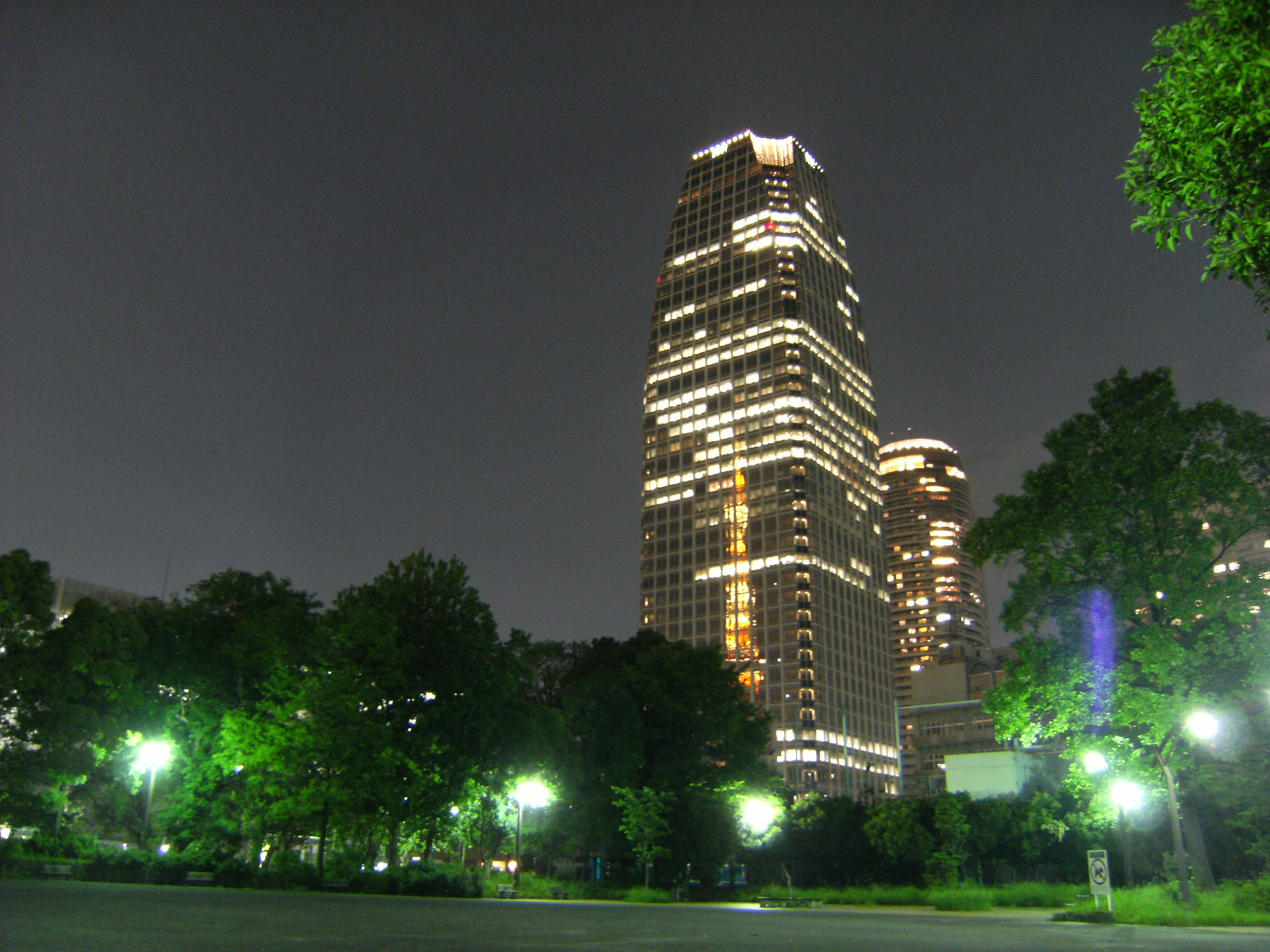
Nächtliche Ansicht
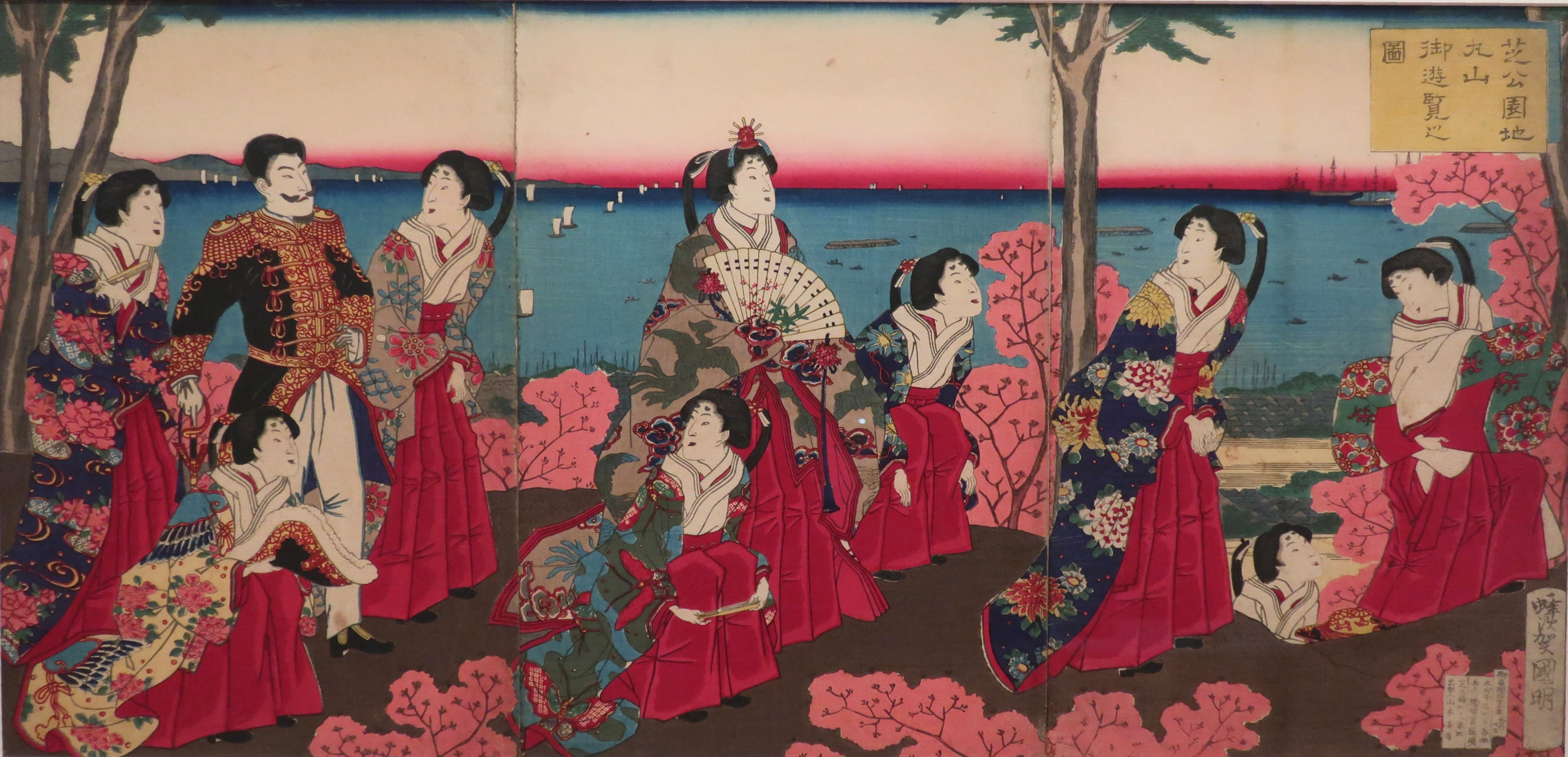
Utagawa Kuniaki II.[A 1]

1. ↑  Kaiserliche Exkursion zum Shiba-Park.